# Mormyrops attenuatus
Mormyrops attenuatus är en fiskart som beskrevs av Boulenger, 1898. Mormyrops attenuatus ingår i släktet Mormyrops och familjen Mormyridae. IUCN kategoriserar arten globalt som livskraftig. Inga underarter finns listade i Catalogue of Life.